# Curl (datorprogram)
Curl ("see URL" eller "client for URL"), curl, eller cURL är ett kommandoradsverktyg och programbibliotek för dataöverföring, med stöd för ett tjugotal kommunikationsprotokoll, exempelvis HTTP, FTP, IMAP, POP3 och Telnet. Curl används i kommandoraden eller som skript i till exempel bilar, TV-apparater, routrar, skrivare, ljudutrustning, mobiltelefoner, set-top-boxar och mediaspelare.
Curl är öppen källkod med MIT-licens och består förutom kommandoradsprogrammet curl även av programbibliotek libcurl. Libcurl är skrivet i programspråket C; bindningar till flera språk finns.

## Historik

### Bakgrund
År 1996 ville den svenska programmeraren Daniel Stenberg kunna realtidskonvertera växelkurser genom sin hobbyprojektutvecklade IRC-bot. Tanken var att växelkursdatan dagligen skulle hämtas över webben via HTTP. Genom att vidareutveckla Rafael Sagulas verktyg httpget kunde Stenberg den 8 april 1997 utge HttpGet 1.0. I augusti 1997 bytte projektet namn till urlget 2.0, då fler protokoll än HTTP införts: Gopher och FTP. När ytterligare funktionalitet tillfogats, bland annat stöd för uppladdning, bytte projektet återigen namn, denna gång till curl 4, den 20 mars 1998, som Stenberg räknar som Curl:s födelse. Namnet cURL går att utläsa som "see-URL".
År 2000 lades libcurl in vilket gjorde att fler program fick fler möjligheter att överföra data, med ett API som kunde byggas in i applikationer. Detta medförde ett betydligt större intresse från omgivningen för cURL. En av de första som byggde in cURL var PHP. Under åren har verktyget kommit att bli en viktig kugge i internets uppbyggnad och tjänster som Youtube, Instagram och Spotify nyttjar programmet. År 2019 uppskattades att cURL användes i någonstans mellan sju och tio miljarder datorer, mobiler, bilar och andra maskiner.

### Uppmärksammande
I en intervju i samband med open source-konferensen Foss North i Göteborg i maj 2016 påstod Stenberg sig ha lagt cirka 2 timmar om dagen på Curl-utveckling, ungefär 12 000 timmar totalt. Stenberg har hela tiden lett utvecklingen av cURL från sin bostad i Huddinge tillsammans med 10–20 frivilliga programmerare från hela världen.
I egenskap av Curl:s skapare tilldelades Daniel Stenberg i oktober 2017 Polhemspriset. Då hade fler än 1600 personer bidragit till Curl:s kodbas, som var vida spridd och användes av bland andra Facebook, Google och Netflix.
I en intervju från oktober 2019 i Dagens Nyheter nämnde Stenberg att han av ett USA-baserat företag "sedan en tid tillbaka" uppbar heltidslön för vidareutvecklandet av Curl.

## Protokoll
I oktober 2019 hade Curl stöd för följande protokoll: DICT, FILE, FTP, FTPS, Gopher, HTTP, HTTPS, IMAP, IMAPS, LDAP, LDAPS, POP3, POP3S, RTMP, RTSP, SCP, SFTP, SMB, SMBS, SMTP, SMTPS, Telnet och TFTP.